# Società Italiana per lo Studio della Storia Contemporanea
La Società Italiana per lo Studio della Storia Contemporanea (SISSCO) è un'associazione culturale senza fini di lucro nata nel 1990 per, come recita lo statuto, promuovere il progresso degli studi di storia contemporanea in Italia e la loro valorizzazione nell'ambito scientifico, accademico, civile. L'associazione è composta esclusivamente da studiosi di storia contemporanea. Nella seconda metà del 2018 la Sissco contava oltre 800 associati.
La SISSCO cura un calendario che riassume gli eventi di storia contemporanea che hanno luogo in Italia, accessibile anche ai non associati.

## Attività
La SISSCO organizza e patrocina regolarmente seminari e convegni. Tra questi di particolare importanza sono i Cantieri di Storia Sissco, che ogni due anni raccolgono centinaia di storici da tutta Italia, il Workshop Nazionale Dottorandi, un incontro annuale dedicato ai dottorandi italiani di storia contemporanea e Percorsi di Storia, un articolato seminario sulla storiografia contemporaneistica italiana.
L'associazione assegna inoltre due premi letterari: il Premio SISSCO al miglior libro di argomento storico contemporaneistico pubblicato nell'anno solare precedente in italiano e di autore italiano nelle categorie opere di sintesi e opera prima; in collaborazione con l'Associazione Nazionale Comuni Italiani il Premio ANCI-Storia è invece dedicato alla valorizzazione di scritti riguardanti aspetti, vicende e problematiche di autonomie locali, storia locale e identità territoriali.
La SISSCO distribuisce ai soci una rivista semestrale, Il Mestiere di Storico, edita da Viella, diretta da Adriano Roccucci e dedicata perlopiù alla recensione di volumi di argomento storico.

## Organi

### Consiglio direttivo
Il consiglio direttivo della SISSCO è composto dal presidente e da sei consiglieri. Il presidente resta in carica quattro anni, mentre i consiglieri per tre. I consiglieri vengono rinnovati per un terzo ogni anno. La presidente della Sissco è, dal 2019, Daniela Luigia Caglioti. A seguito delle elezioni del 2020, i consiglieri sono Guido Formigoni e Donato Verrastro eletti nel 2018, Arianna Arisi Rota e Valerio De Cesaris eletti nel 2019, Stefano Cavazza e Giuseppa Di Gregorio.

### Presidenti
| Nr. | Presidente              | Anno inizio | Anno fine |
| --- | ----------------------- | ----------- | --------- |
| 1   | Luciano Cafagna         | 1990        | 1992      |
| 2   | Paolo Pombeni           | 1992        | 1995      |
| 3   | Claudio Pavone          | 1995        | 1999      |
| 4   | Raffaele Romanelli      | 1999        | 2003      |
| 5   | Tommaso Detti           | 2003        | 2007      |
| 6   | Andrea Graziosi         | 2007        | 2011      |
| 7   | Agostino Giovagnoli     | 2011        | 2015      |
| 8   | Fulvio Cammarano        | 2015        | 2019      |
| 9   | Daniela Luigia Caglioti | 2019        | 2023      |
| 10  | Marco De Nicolò         | 2023        | 2027      |